# Pascal Ickx
Pour les articles homonymes, voir Ickx.
Pascal Ickx, né le 30 mars 1937 à Lubbeek, est notamment un pilote automobile belge de compétitions sur circuits pour voitures de sport Grand Tourisme durant les années 1960.

## Biographie
Il est le fils du gentleman-driver et journaliste Jacques Ickx, et le frère aîné de Jacky Ickx.
Il est en 1950 le plus jeune pilote d'avion au monde, à l'âge de 13 ans.
Il épouse Ornella Spinazzè en 1964 dont il a deux filles, Patrizia et Paola, respectivement en 1965 et 1970.
Il devient journaliste à temps plein au milieu des années 1960 après s'être retiré des compétitions. Il est par ailleurs officier de réserve dans l'armée belge.

## Palmarès

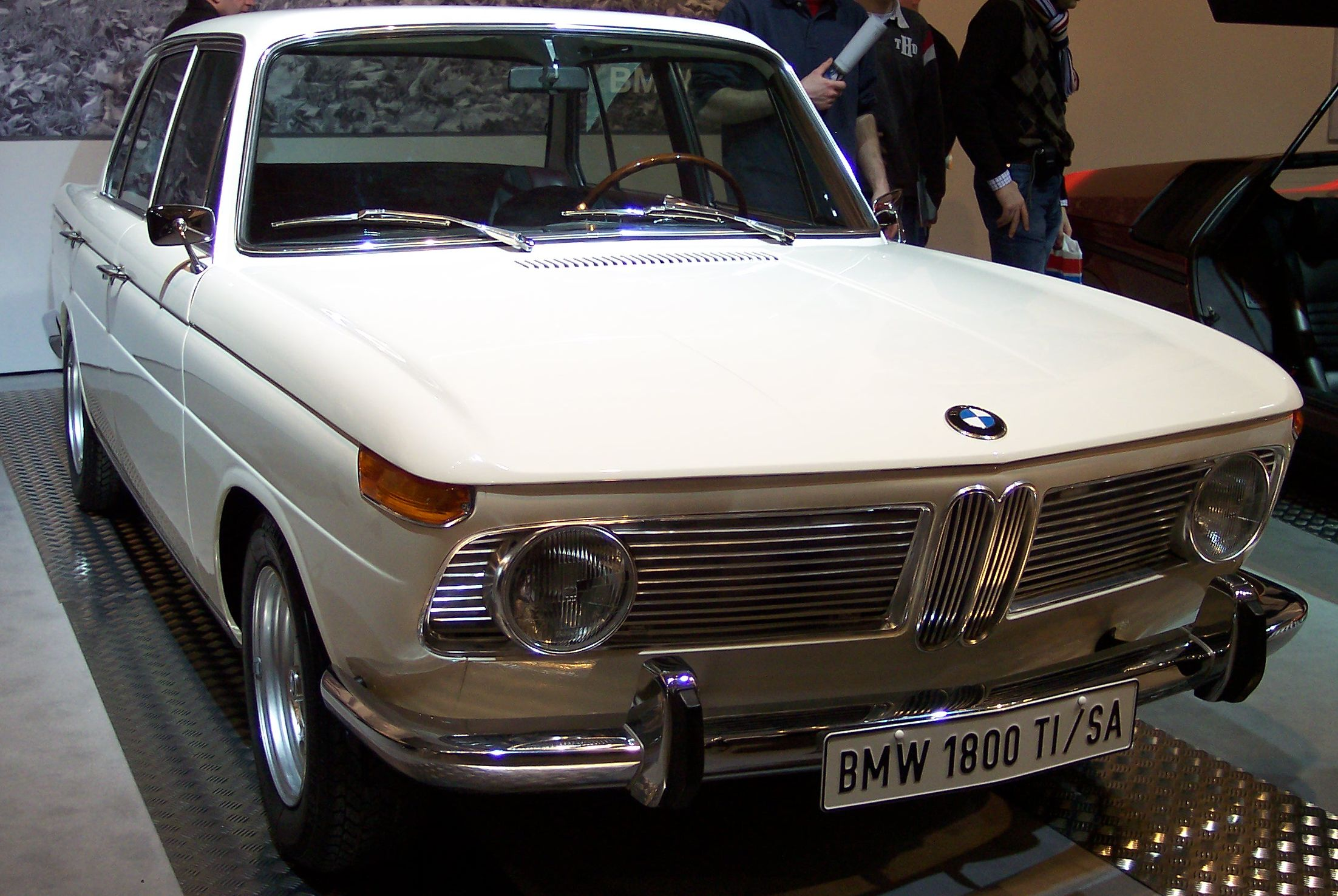
Une BMW 1800 TI-SA de 1965.

- Recordman du monde des 5 000 miles, 10 000 kilomètres, 48 heures et 72 heures, en  1963 en compagnie de Mario Poltronieri (it) et de Teddy Pilette, pour le compte de l'écurie de Carlo Abarth, au volant d'une Fiat 2300 S[3];
- 24 Heures de Spa 1965, avec Gérald Langlois von Ophem sur BMW 1800 Ti/SA de 165CV (premier des nombreux succès de la marque bavaroise dans cette épreuve, la deuxième de la période après-guerre de la course; participation également des deux hommes à Liège-Rome-Liège en 1960, alors sur Mercedes); 
  - 5e du Rallye de l'Acropole en 1962 sur Mercedes-Benz 220SE[4];
  - Participation à Liège-Sofia-Liège en 1956 avec Willy Mairesse sur Mercedes 300 SL;
  - Participation aux 12 Heures de Huy en 1960 sur BMW 700[5];
  - Participation au Tour de France automobile en 1962 sur Fiat-Abarth 850 TC, et en 1963 sur Abarth-Simca 1300, les deux fois avec Mauro Bianchi;
  - Participation aux 24 Heures de Spa en 1964 sur Lancia Flaminia.